# خروج (فیلم ۲۰۱۹)
خروج (به : کره ای 엑시트) فیلمی کمدی اکشن محصول ۲۰۱۹ کره جنوبی با بازیگری یونآ و جو جونگ-سوک به کارگردانی لی سنگ گون است. داستان از آنجایی شروع می‌شود که یک دود سفید رنگ که حاوی یک نوع گاز سمی است در شهر سئول در کره جنوبی پخش می‌شود. در این میان یک صخره‌نوردی سعی می‌کند تا گروهی از مردم را نجات دهد.
خروج اولین بار در کره جنوبی در تاریخ ۳۱ ژوئیه ۲۰۱۹. برای اولین بار موفق شد بیش از ۷۹٫۵ میلیون دلار ایالات متحده در سراسر جهان فروش برود، و تبدیل شدن به پرفروش‌ترین فیلم‌های داخلی کره جنوبی در سال ۲۰۱۹. خروج نیز سومین فیلم پربیننده داخلی کره جنوبی به دست آورد، زیرا در نهایت بیش از ۹٫۴ میلیون پذیرش فروش کرد.
خروج همچنین اولین نقش اصلی یونآ در یک فیلم است و همچنین پس از حضور در نقش مکمل در انتساب محرمانه در سال ۲۰۱۷، دومین فیلم در حرفه بازیگری او است.
علاوه بر این، خروج اولین فیلم سینمایی است که توسط لی سنگ گئون کارگردانی کرده‌است.

## گروه بازیگران
- جو جونگ-سوک در نقش لی یونگ نام، جوانی بیکار که با والدینش زندگی می‌کند
- ایم یون آه در نقش اوی جو، هم‌کوهنورد سابق و معشوقه یونگ نام در دانشگاه، که اکنون در کلود گاردن کار می‌کند

## فیلمبرداری
فیلم‌برداری اصلی در ۴ اوت ۲۰۱۸ آغاز شد و در ۱۲ دسامبر به پایان رسید.

## در ایران
خروج توسط دوبلاژ صدا سیما دوبله شده و برایه اولین بار در ایران توسط شبکه سه پخش شده‌است.